# نيت بيل
نيت بيل (بالإنجليزية: Nate Bell)‏ هو شخصية أعمال وسياسي أمريكي، ولد في 17 يوليو 1969 في مينا في الولايات المتحدة. حزبياً، نشط في الحزب الجمهوري. وقد انتخب عضو مجلس نواب أركنساس.